# Asychis theodori
Asychis theodori är en ringmaskart som beskrevs av Augener 1926. Asychis theodori ingår i släktet Asychis och familjen Maldanidae. Inga underarter finns listade i Catalogue of Life.